# Geranium pratense

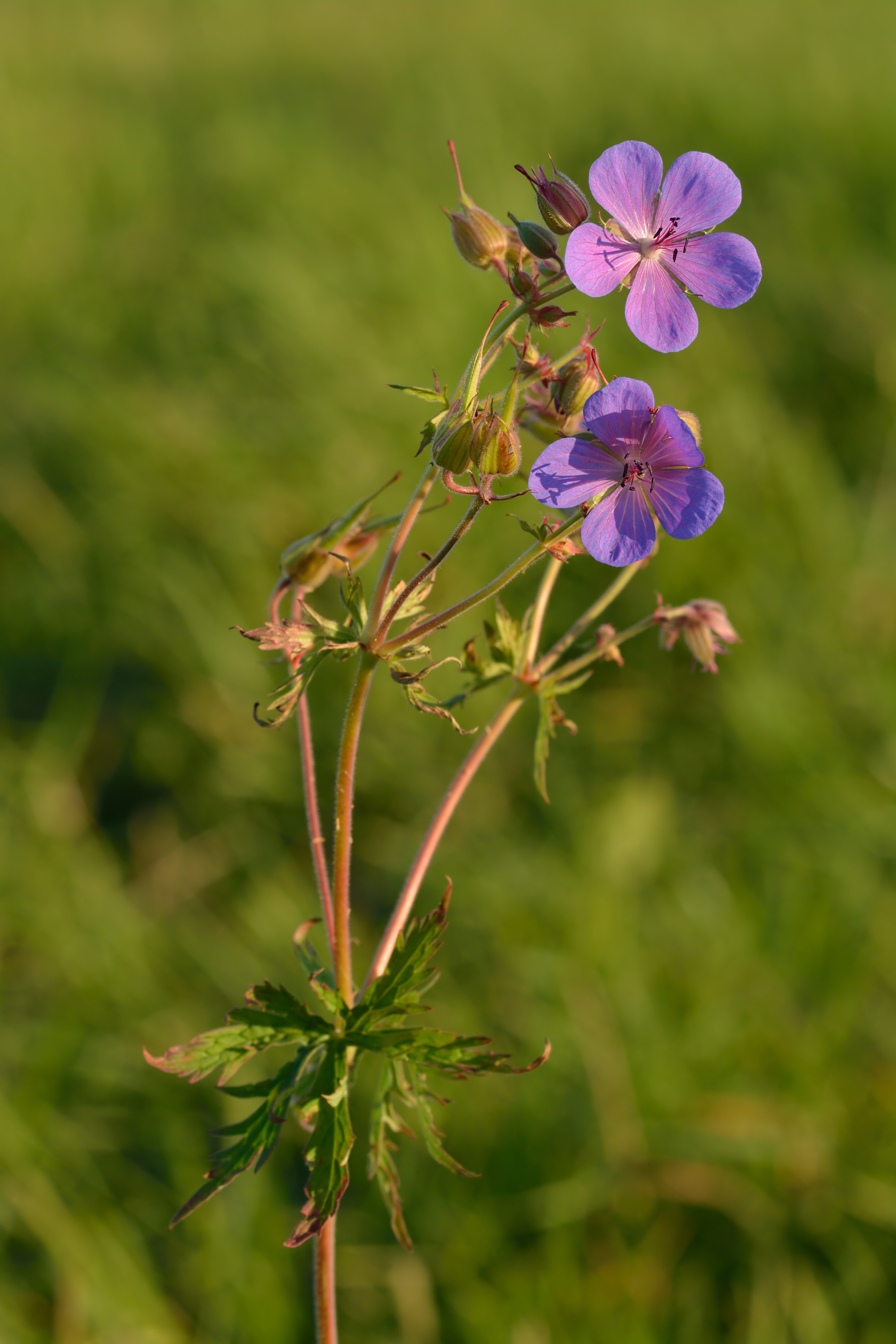
Aspecto general en floración.

Geranium pratense es una especie botánica perteneciente a la familia de las geraniáceas.

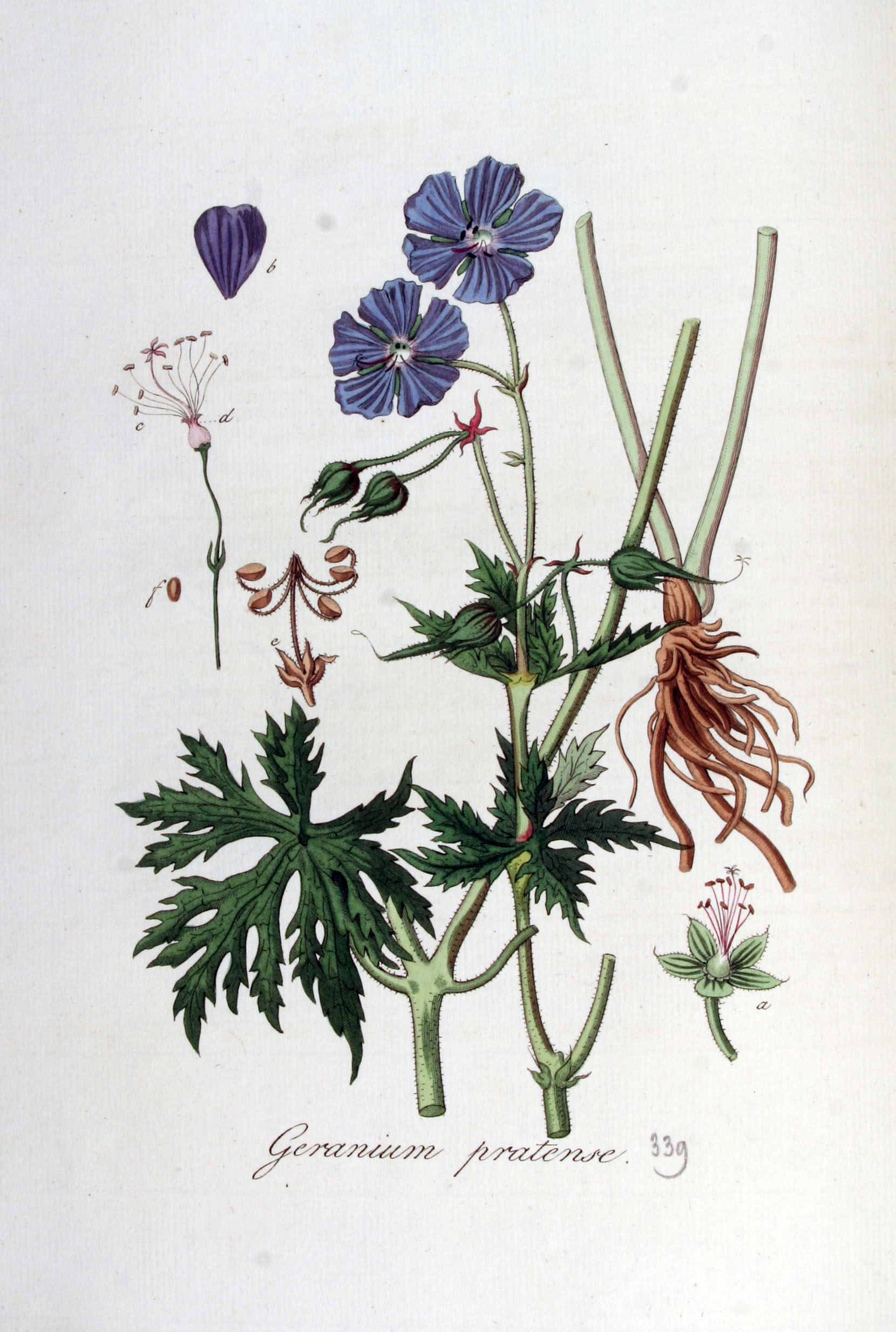
Ilustración.

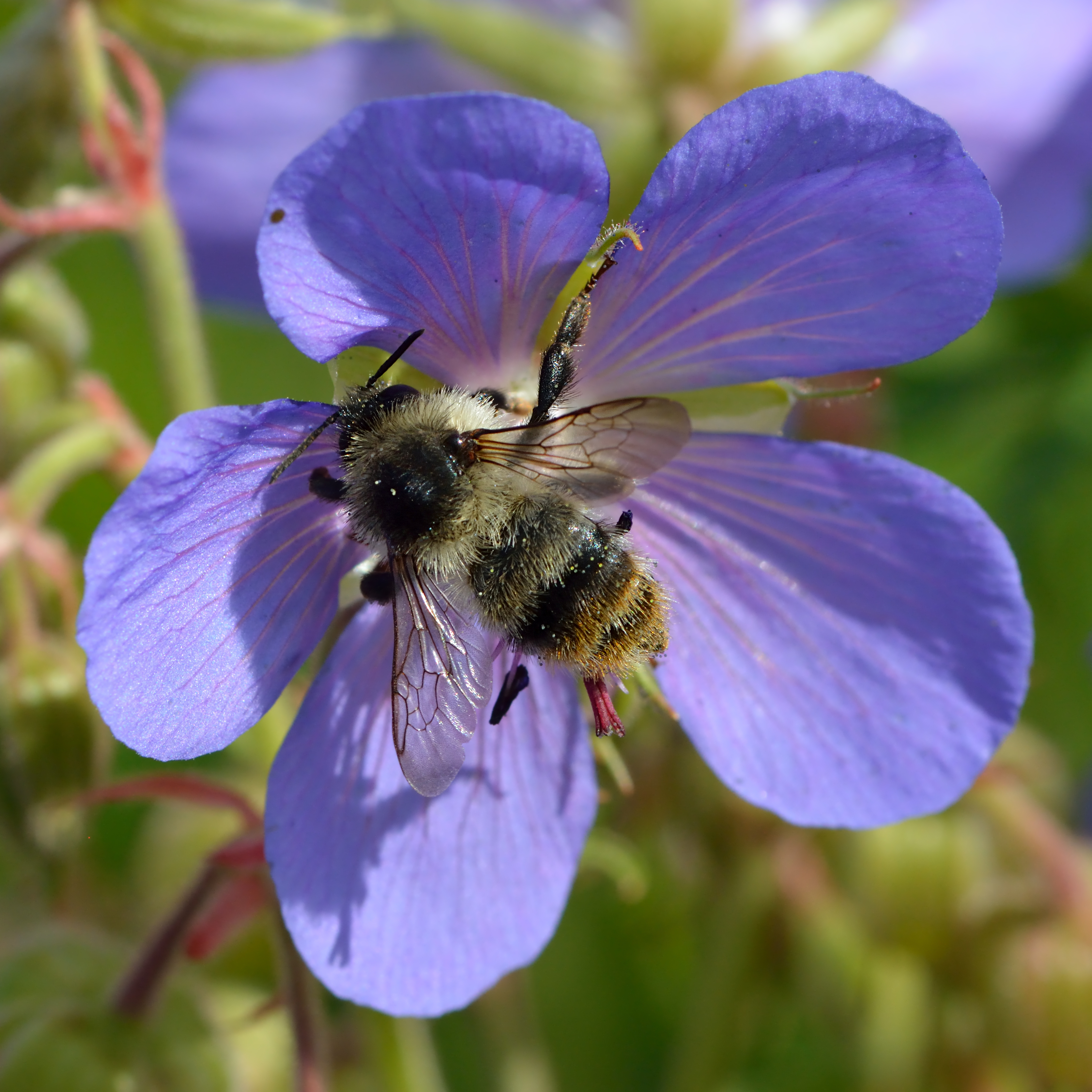
Bombus sylvarum libando una flor.

## Hábitat
Estas plantas silvestres se producen desde Europa a Asia Central, Pakistán, Cachemira, China occidental y Siberia. 

## Descripción
Es una hierba perenne con cepa compacta en el suelo, por lo general de 75 cm de alto, pero puede ser de hasta 130 cm.  Los tallos son generalmente largos y las hojas están profundamente divididas con 7-9 segmentos.  Las flores se presentan en parejas y son de 35-45 mm de diámetro, Tiene cinco sépalos  por lo general de 1 a 1,2 cm de largo. Los cinco pétalos de color azul-violeta tienen de 15 a 22 milímetros de largo. Hay dos círculos con cinco estambres. El fruto es liso y peludo, se abre a sí mismos durante la maduración y arrojan una gran semilla. Geranium pratense florece en julio-agosto. 

## Taxonomía
Geranium pratense fue descrita por Carlos Linneo y publicado en Species Plantarum 2: 681. 1753.
Etimología
Geranium: nombre genérico que deriva del griego:  geranion, que significa "grulla", aludiendo a la apariencia del fruto, que recuerda al pico de esta ave.
pratense: epíteto latino que significa "de los prados".
Sinonimia
- Geranium acknerianum Schur
- Geranium aconitifolium var. album B.Ghosh & U.C.Bhattach.
- Geranium alpinum Kit. ex Kanitz
- Geranium batrachioides Cav.
- Geranium bicolor hort.
- Geranium kemulariae Kharadze
- Geranium mariae Sennen
- Geranium napellifolium Schur
- Geranium pseudoaconitifolium var. album (B.Ghosh & U.C.Bhattach.) Aswal & Mehrotra
- Geranium rovirae var. purpureum Sennen
- Geranium rovirae Sennen
- Geranium sylvaticum [2] batrachioides (Cav.) Graebn.
- Geranium sylvaticum subsp. batrachioides (Cav.) Pers.
- Geranium sylvaticum var. batrachioides (Cav.) DC.
- Geranium sylvaticum var. batrachioides (Cav.) Steud.
- Geranium valde-pilosum Schur
- Geranium variegatum Wender. ex Steud.[4]

## Nombre común
- Castellano: geranio de prado, geranio quinto, pico de cigüeña quinto[4]